# غوس جويس
غوس جويس (بالإنجليزية: Gus Joyce)‏ (10 أغسطس 1974 في جمهورية أيرلندا - ) هو لاعب كريكت أيرلندي.